# Saeculum (Roman)
Saeculum ist ein Thriller für Jugendliche und Erwachsene von Ursula Poznanski.

## Handlung
Der 20-jährige Medizinstudent Bastian erlebt mit seiner neuen Freundin Sandra in der LARP-Gruppe „Saeculum“ ein Abenteuer fern der Zivilisation, nur mit den Mitteln, die im 14. Jahrhundert zur Verfügung standen. Der Wald, in dem ihr Abenteuer stattfindet, soll verflucht sein. Angeblich kam es dort im Mittelalter zu einem schrecklichen Massaker in einer Fürstenfamilie, bei dem Tristram, der uneheliche Sohn eines Fürsten, von seinem adeligen Bruder ermordet worden sein soll. Kurz vor seinem Tod habe Tristram das Land verflucht und somit auch jeden, der jemals einen Fuß darauf setzt.
Das Rollenspiel soll ursprünglich fünf Tage dauern, doch schon bald geschehen außerplanmäßige Dinge. So verschwinden Warze, Lars und Sandra, Mitglieder der Gruppe, spurlos. Bei der Suche nach den Vermissten stoßen Bastian und seine Gefährten immer wieder auf mysteriöse Gedichte, die keiner entschlüsseln kann.
Während Paul, Leiter des Organisationsteams, die Führung übernimmt, ist die abergläubische Doro von Tristrams wiedererwecktem Fluch überzeugt. Alles geschieht so, wie in der Legende beschrieben; die Essensvorräte der Gruppe werden von Maden befallen, Bastians Freund Steinchen leidet unter Hautausschlag und bei dem Versuch, den Wald zu verlassen, bricht sich einer der Rollenspieler das Bein.
Paul führt die Gruppe in ein unterirdisches Gewölbe, um sie vor einem Gewitter zu schützen, doch am nächsten Tag wird der scheinbar einzige Ausweg von einem Stein blockiert. Auf der Suche nach anderen Ausgängen entdecken Paul, Carina, Bastian und seine inzwischen gute Freundin Iris ein Gewölbe mit Skeletten, die Überreste einer längst vergangenen Schlacht, genau wie in der Legende beschrieben. Durch die Aussichtslosigkeit ihrer Situation entstehen bald Konkurrenz und Misstrauen in der Gruppe, bis Bastian erneut ein Gedicht findet. Dort steht, wenn sie einen „reichen Bruder“ opferten, wären die anderen frei. Lisbeth, eine Freundin von Sandra, offenbart daraufhin, dass Bastian und Paul Brüder seien, was Paul bestätigt. Demnach sei Paul der uneheliche Sohn von Maximilian Steffenberg, Bastians Vater, der sich nie um Paul gekümmert habe. Damit erfüllt sich das Gedicht und die anderen der Gruppe, angestachelt von Doro, sehen die Tötung Bastians als einzigen Ausweg an.
Nur Paul, Steinchen und Iris glauben nicht an den Fluch und stehen Bastian zur Seite. Georg, Lisbeths jähzorniger Freund, unternimmt den ersten Mordversuch, der nur durch Pauls schnelles Eingreifen verhindert wird. Die Entdeckung der Vermissten Lars, Warze und Sandra ändert die Situation nur kurz. In einem Handgemenge gelingt es Georg, Bastian ein Messer an die Kehle zu drücken. Paul überzeugt die anderen jedoch, seinen Bruder nicht zu töten, sondern ihn in dem Kerker, in dem Sandra und die anderen gefangen waren, einzusperren.
Paul und Iris würden dann später zurückkommen, um Bastian zu befreien. Als Bastian in einer Zelle eingesperrt ist, findet Carina tatsächlich einen Ausgang und die Gruppe kommt frei. Als sie wieder bei ihrem Lager angekommen sind, läuft Iris nach einem Streit mit Paul sofort zurück, um Bastian zu befreien. Auf einer Lichtung bemerkt sie Simon, ihren früheren Freund, der psychische Störungen hat und vor dem sie auf der Flucht ist.
Iris gelingt es, zu Bastian zu laufen, aber allein kann sie das Gitter vor Bastians Zelle nicht bewegen. Als schließlich Paul, Carina und Lars dazukommen, sind sie in Begleitung von Bastians Vater und Simon. Paul legt seinen Plan offen und so erfahren Bastian und Iris, dass alles nur dem Zweck diente, Geld von Bastians Vater zu erpressen. Paul und seine Helfer Lars, Carina, Sandra und Simon hatten die Geschehnisse gelenkt, um Bastian als Druckmittel zu bekommen. Nun fordert Paul eine hohe Geldsumme von Bastians Vater, als Entschädigung für den Kindesunterhalt, den er nie bekommen hat.
Maximilian Steffenberg zeigt sich beeindruckt von Pauls Raffinesse und willigt ein. Simon hingegen ist unzufrieden, da Paul ihm als Lohn für seine Hilfe Iris versprochen hat. Paul hingegen hatte nie vor, Iris auszuliefern und wollte sie eigentlich mit den anderen in Sicherheit bringen, was jedoch scheiterte. So bedroht Simon Bastian mit einem Messer, woraufhin Iris sich zeigt. Bastian, getrieben von Wut auf Paul und Simon, hält Simon auf, indem er ihn mit einem Schwert verletzt.
Schlussendlich bekommt Paul sein Geld und Simon wird durch Einflussnahme von Bastians Vater in eine Psychiatrie eingewiesen. Einige Wochen später offenbart Paul Bastian, dass der Vaterschaftstest positiv sei und sie tatsächlich Brüder seien, eine Tatsache, über die er vorher nicht vollkommen sicher war. Die Brüder schließen Waffenstillstand, Bastian kann Paul seine Taten allerdings nicht vergessen. Er zieht mit Iris zusammen und wird Inspiration für ihr neues Musikstück „Planxty Bastian“.

## Ausgaben
Saeculum erschien 2011 als Klappenbroschur im Loewe-Verlag und als Tonträger mit einer gekürzten Lesung des Romans. Gelesen wurde von Aleksandar Radenkovic.

## Auszeichnungen
- Kollektion zum Österreichischen Jugendliteraturpreis 2012
- Empfehlungsliste zum Evangelischen Buchpreis 2012
- Endauswahl der Kalbacher Klapperschlange 2012
- Jugendbuchpreis der Jury der Jungen Leser (Wien) 2012

## Pressestimmen
„Bis zuletzt hält Ursula Poznanski die Leser am Gängelband der Spannung, um bei einem fulminanten Showdown eine verblüffende Lösung zu präsentieren.“

„Der Spannungsbogen ist perfekt, die dramatischen Ereignisse gipfeln in einem Finale, in dem sich erst die zuvor gekonnt geflochtenen Irrungen und Wirrungen auflösen. Ein sensationelles Jugendbuch.“